# Canadian Amateur Championship
Canadian Amateur Championship (także: Canadian Championship, Canadian Open Snooker Championship) – coroczny turniej snookerowy organizowany w Kanadzie, jako najważniejszy turniej amatorski rankingowy w tym kraju.

## Finały[1]
| Rok  | Zwycięzca         | Finalista        | Wynik finału | Miejscowość   |
| ---- | ----------------- | ---------------- | ------------ | ------------- |
| 1974 | Cliff Thorburn    | Julien St. Denis | 13-11        | brak danych   |
| 1975 | brak danych       | brak danych      | brak danych  | brak danych   |
| 1976 | Cliff Thorburn    | Bill Werbeniuk   | 11–1         | brak danych   |
| 1977 | Cliff Thorburn    | Bob Paquette     | 10–6         | Ottawa        |
| 1978 | Kirk Stevens      | Bob Paquette     | 10–6         | Ottawa        |
| 1979 | Jim Wych          | Bob Paquette     | 10–7         | Ottawa        |
| 1980 | brak danych       | brak danych      | brak danych  | brak danych   |
| 1981 | brak danych       | brak danych      | brak danych  | brak danych   |
| 1982 | brak danych       | brak danych      | brak danych  | brak danych   |
| 1983 | Alain Robidoux    | Tom Finstad      | 9–3          | Montreal      |
| 1984 | Tom Finstad       | Claude Smith     | 9–6          | Montreal      |
| 1985 | Alain Robidoux    | Mike Sobala      | 9–6          | Montreal      |
| 1986 | Gary Natale       | Larry Firth      | 7-4          | Vancouver     |
| 1987 | Alain Robidoux    | Jeff White       | 7–1          | Vancouver     |
| 1988 | Brady Gollan      | John Bear        | 7–3          | Halifax       |
| 1989 | brak danych       | brak danych      | brak danych  | brak danych   |
| 1990 | brak danych       | brak danych      | brak danych  | brak danych   |
| 1991 | Ed Galati         | Frank Kissner    | 8–5          | Toronto       |
| 1992 | Chris Woods       | Fern Loyer       | 8–1          | Saskatoon     |
| 1993 | Daryl Wouters     | Tom Matsui       | 8–6          | Saskatoon     |
| 1994 | Kirk Clouthier    | John Kenyon      | 6–3          | Guelph        |
| 1995 | Mike Sobala       | Gerard Morrison  | 7–3          | Vancouver     |
| 1996 | Ben Reicker       | Ray Saunders     | 8–4          | Saskatoon     |
| 1997 | Kirk Stevens      | Charlie Brown    | 6–3          | Saint John    |
| 1998 | Kirk Stevens      | Tom Finstad      | 7–3          | Halifax       |
| 1999 | Jim Wych          | Tom Finstad      | 6–4          | Saint John    |
| 2000 | Kirk Stevens      | Bob Chaperon     | 6–3          | Guelph        |
| 2001 | Cliff Thorburn    | Tom Finstad      | 4–3          | Vaughan       |
| 2002 | Kirk Stevens      | Cliff Thorburn   | 6–1          | Saint John    |
| 2003 | Alain Robidoux    | Cliff Thorburn   | 6–2          | Halifax       |
| 2004 | Alain Robidoux    | Tom Finstad      | 6–2          | Montreal      |
| 2005 | Tom Finstad       | John White       | 6–4          | Montreal      |
| 2006 | Alain Robidoux    | John White       | 6–2          | Markham       |
| 2007 | Floyd Ziegler     | Tom Finstad      | 6–0          | Ottawa        |
| 2008 | Kirk Stevens      | Tom Finstad      | 6–2          | Toronto       |
| 2009 | Alain Robidoux    | John White       | 6–1          | Toronto       |
| 2010 | Floyd Ziegler     | Fern Loyer       | 6–3          | Toronto       |
| 2011 | Alex Pagulayan    | Floyd Ziegler    | 6–0          | Toronto       |
| 2012 | Alex Pagulayan    | Tom Finstad      | 6–3          | Toronto       |
| 2013 | Floyd Ziegler     | Jason Williams   | 6–2          | Toronto       |
| 2014 | Alan Whitfield    | Floyd Ziegler    | 6–1          | Toronto       |
| 2015 | John White        | Floyd Ziegler    | 6–2          | Toronto       |
| 2016 | Rodney Cuillèrier | Floyd Ziegler    | 7–4          | Saint-Lambert |
| 2017 | John White        | Fern Loyer       | 7–5          | Toronto       |
| 2018 | Brady Gollan      | Alan Whitfield   | 6–4          | Toronto       |